# Andreas Ochsenbruck

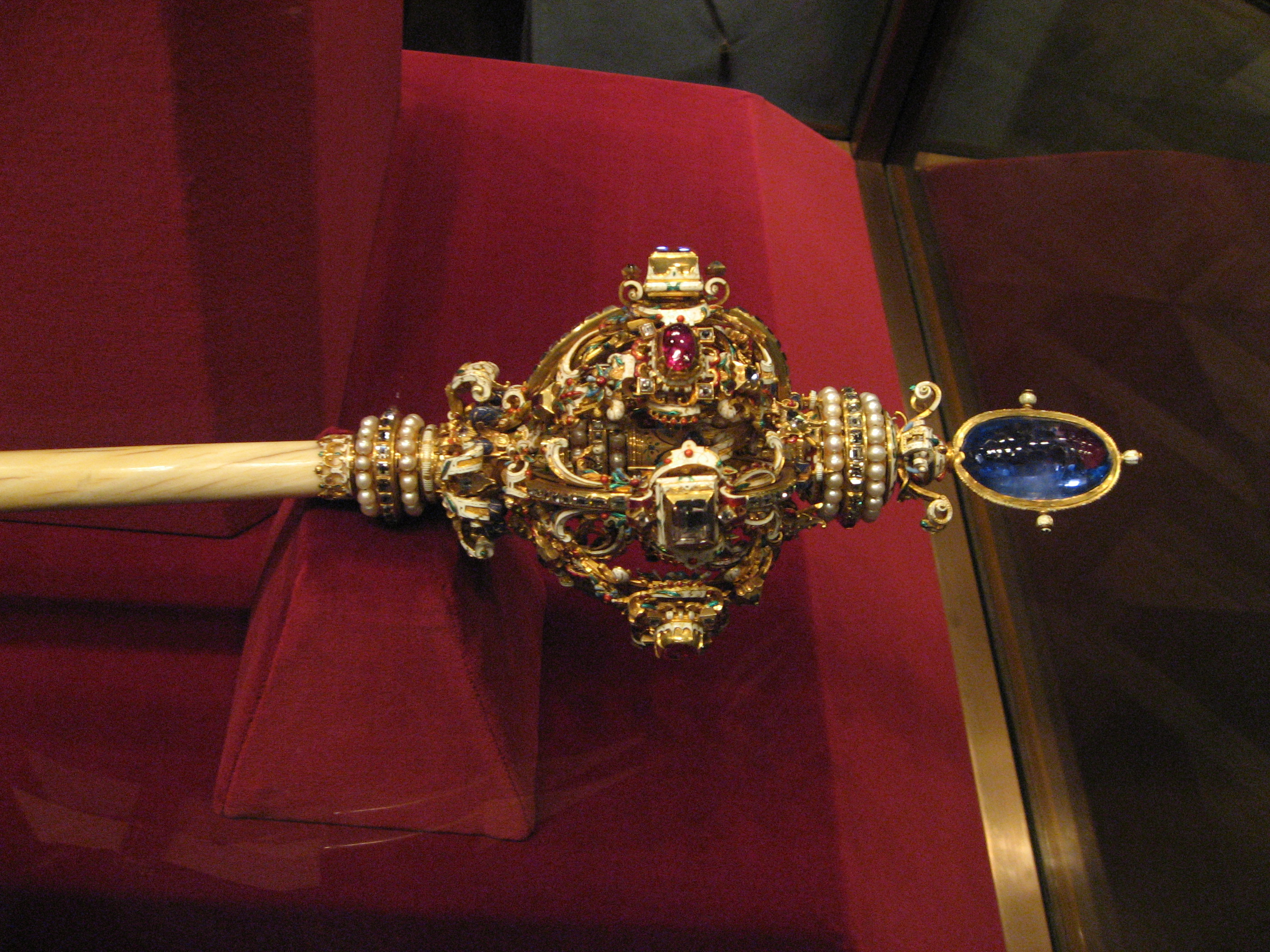
Zepter von Ochsenbruck

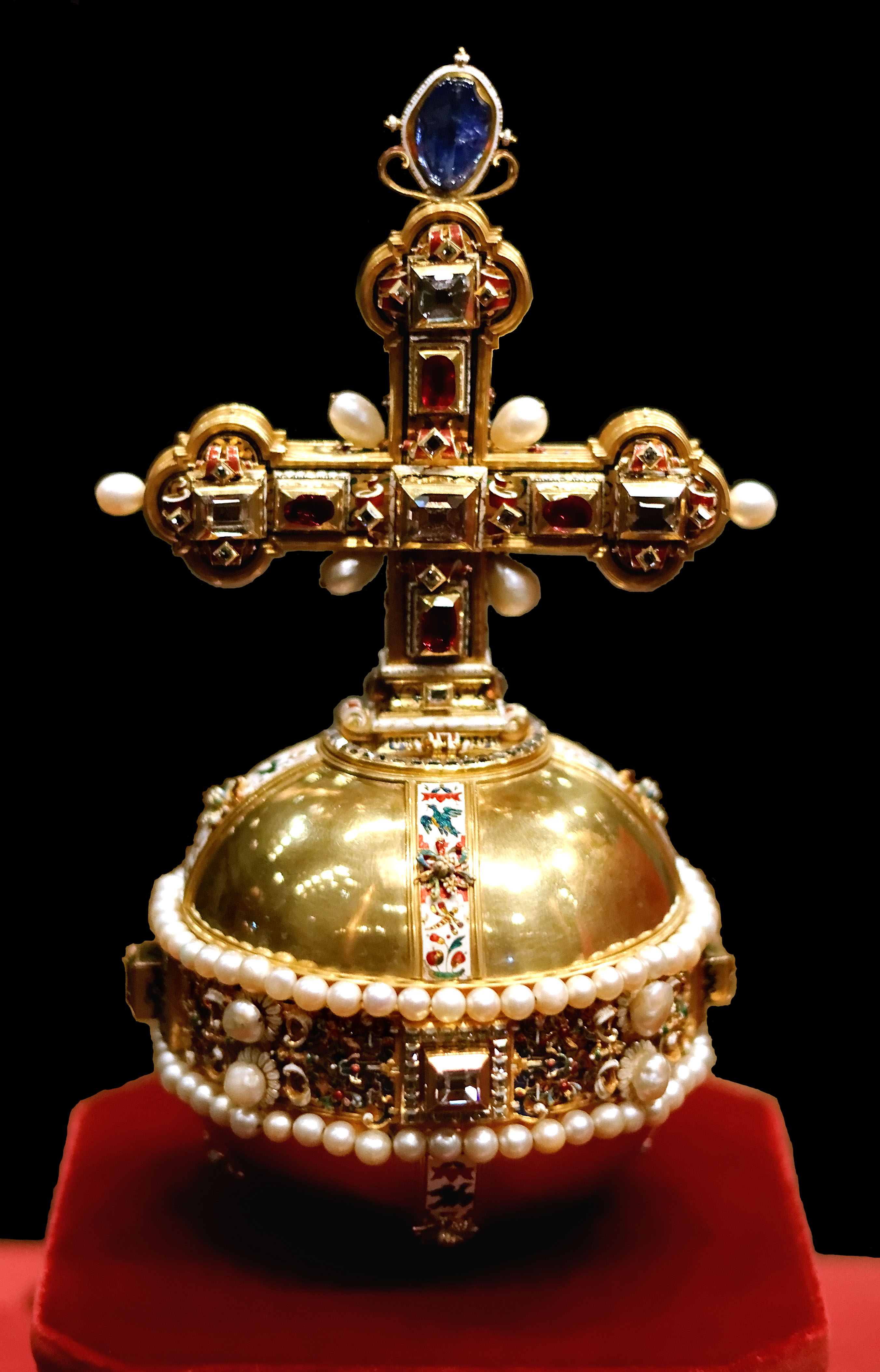
Reichsapfel von Ochsenbruck

Andreas Ochsenbruck war ein Kammergoldschmied des Kaisers Matthias und schuf wahrscheinlich zwischen 1612 und 1617 den Reichsapfel und um 1615 das Zepter der späteren österreichischen Kronjuwelen.
Ochsenbruck glich seine Schöpfungen (das Zepter wurde von ihm signiert, der Reichsapfel hingegen nicht) an die Privatkrone Kaiser Rudolfs II. (welche Jan Vermeyen 1602 in Prag geschaffen hatte) an, insbesondere die Emailarbeiten sind augenfällig kopiert. Eine Besonderheit des Zepters ist, dass es teilweise aus Ainkhürn (einem Zahn des Narwals, der für das Horn eines Einhorns gehalten wurde) besteht.